# Biserica „Sfântul Arhanghel Mihail” din Voinescu
Biserica „Sf. Arhanghel Mihail” este o biserică amplasată în Voinescu, raionul Hîncești, Republica Moldova. Este un monument arhitectural de importanță națională inclus în Registrul monumentelor Republicii Moldova ocrotite de stat cu nr. 642 (raionul Hîncești). Datează din sec. XIX.